# 福田雄一
福田 雄一（ふくだ ゆういち、1968年7月12日 - ）は、日本の劇作家、放送作家、ドラマ・映画脚本家、舞台・ドラマ演出家、映画監督。劇団「ブラボーカンパニー」座長。ムロツヨシ、佐藤二朗といった個性派俳優をメインキャストに起用したコメディ作品で話題を集める。血液型A型。

## 来歴
お笑い好きの父親の影響でクレージーキャッツを見て育つ。小学校の頃、学期末ごとに開催される「お楽しみ会」では毎回台本を書き、コントを披露していた。小山市立小山第一小学校、小山市立小山中学校を経て、栃木県立栃木高等学校へ進学。中学・高校生の頃はゴルフに夢中になり、プロゴルファーになりたいと思っていたが、大学に進学してほしいという父親の希望もあり、高校の先生に薦められてゴルフ部のある成城大学に入学。しかし想像以上に部費がかかることや、自分のゴルフの腕前に夢を諦めざるをえなくなり、一時はノイローゼ状態に陥る。
そんな時にたまたま見た、小劇場ブームを伝えるニュースに昔の「お楽しみ会」の楽しかった思い出がよみがえり、さっそく観に行った劇団第三舞台の舞台で「こんなに笑えるお芝居をする劇団があるんだ!」と衝撃を受けて、入部先を演劇部に変更。以降、演劇づけの日々を送る。成城大学の学生劇団を母体として1990年に劇団「ブラボーカンパニー」を旗揚げ、座長として全作品の構成・演出を手がける。
日本テレワークに入社の後、独立しフリーの放送作家に転身。舞台を手がけるかたわら、『笑っていいとも!』『SMAP×SMAP』『いきなり!黄金伝説』など大型バラエティ番組の構成にも携わった。さらにテレビドラマや映画の脚本・演出にも活動の場を広げた。2004年に「小山評定ふるさと大使」に任命された。2005年にドラマ「THE3名様」の監督・脚本を担当。2007年にマギーと共同脚本・演出のユニット「U-1グランプリ」を立ち上げて出演。2009年には自身の舞台作品を映画化した『大洗にも星はふるなり』で映画監督としてデビュー。

## 人物
笑いのルーツはアメリカにあると考えている。多くの作品を翻訳・脚色しており、海外のギャグを日本語に翻訳するセンスに定評がある。
指原莉乃の冠番組『さしこのくせに』を見たことをきっかけに、多くの番組で指原を起用した。
ムロツヨシ・佐藤二朗を夫人の推薦もあって、福田組の常連キャストとして、ほぼ全ての作品に起用している。
また、2017年公開の 『銀魂』から、橋本環奈をヒロインに起用する機会が多くなっている。
恐妻家であり、『週刊現代』（講談社）でエッセイ「妻の目を盗んでテレビかよ」を執筆している。酒もたばこもギャンブルもゴルフもやらない。

## 福田組
福田組とは、福田雄一作品の常連俳優や制作チームの総称。文脈によっては、初参加の俳優を含む場合もある。特に、重鎮であるムロツヨシと佐藤二朗の二人は「福田組の風神・雷神」と称される。これに賀来賢人を加え「風神・雷神・竜神」とする場合もある。

## 主な作品

### 舞台

#### ブラボーカンパニー公演
- タイトル未定 2018（2018年） - 演出・上演台本

#### U-1グランプリ公演
- U-1グランプリCASE 01『取調室』（2007年） - 脚本・演出（マギーと共同）
- U-1グランプリCASE 02『厨房』（2008年） -  脚本・演出（マギーと共同）
- U-1グランプリCASE 03『職員室』（2010年） - 脚本・演出（マギーと共同）

#### 外部公演
- THE3名様 夏はやっぱり祭りっしょ!!ライブ2006（2006年） - 脚本・監督
- ソビエト（2007年、神保町花月）- 脚本
- キバコの会 第二回公演『フォトジェニック』（2009年） - 脚本
- バンデラスと憂鬱な珈琲（2009年） - 脚本・演出（マギーと共同）
- 舞台「スマートモテリーマン講座」（2010年・2011年に再演） - 脚本・演出
- ミュージカル「モンティ・パイソンのスパマロット」（2012年） - 企画・脚色・演出
  - ミュージカル「モンティ・パイソンのSPAMALOT」（2015年）[19]
  - ミュージカル「モンティ・パイソンのSPAMALOT」（2021年1月18日 - 2月28日、東京・大阪・福岡）[20]
- フル・モンティ（2014年・2015年） - 演出・翻訳・訳詞
- 16人のプリンシパル trois（2014年） - 脚本・演出
- ミュージカル「タイトル・オブ・ショウ」（2014年8月1日 - 14日、東京・名古屋・大阪） - 翻訳・訳詞・演出[21]
- THE 39 STEPS（2014年10月23日 - 11月15日、東京・仙台・大阪・名古屋・福岡） - 上演台本・演出[22]
- 才原警部の終わらない明日（2015年11月30日 - 2016年1月11日、東京・大阪）- 上演台本・演出[23][24]
- ミュージカル「エドウィン・ドルードの謎」（2016年3月27日 - 5月14日、東京・大阪・名古屋・福岡） - 演出[25]
- ナイスガイ in ニューヨーク（2016年12月2日 - 27日、大阪・東京） - 上演台本・演出[26]
- ミュージカル「ヤングフランケンシュタイン」（2017年8月11日 - 9月10日、東京・大阪） - 演出・上演台本[27]
- デストラップ（2017年7月7日 - 8月6日、東京・静岡・愛知・兵庫） - 翻訳・演出[28]
- ミュージカル「ブロードウェイと銃弾」（2018年2月7日 - 4月1日、東京・大阪・福岡）- 演出[29][30]
  - ミュージカル「ブロードウェイと銃弾」（2021年5月10日 - 6月20日、東京・兵庫・富山・群馬）- 演出[31]
- ミュージカル「シティ・オブ・エンジェルズ」（2018年9月1日 - 30日、東京・静岡・大阪） - 演出・上演台本[32]
- ミュージカル「サムシング・ロッテン!」（2018年12月17日 - 2019年1月14日、東京・大阪） - 演出・上演台本[33]
  - ミュージカル「サムシング・ロッテン!」（2025年12月19日 - 2026年1月12日、東京・大阪） - 演出[34]
- 恋のヴェネツィア狂騒曲（2019年7月5日 - 28日、東京） - 上演台本・演出[35]
- ミュージカル「ペテン師と詐欺師」（2019年9月1日 - 26日、東京）- 演出・上演台本[36]
- ミュージカル「プロデューサーズ」（2020年11月9日 - 12月6日、東京）- 演出[37]
- ミュージカル「ビートルジュース」（2023年8月4日 - 9月27日、東京・愛知・大阪）- 演出・上演台本[38]
  - ミュージカル「ビートルジュース」（2025年5月9日 - 6月29日、東京・大阪）- 演出・上演台本[39]
- ミュージカル「グラウンドホッグ・デー」（2024年11月11日‐12月8日、東京・大阪・愛知）‐演出[40]

### バラエティ番組
特記のないものはすべて構成を担当。太字は現在担当している番組。
- 競馬予想TV!（フジテレビ）
- エブナイTHURSDAY（フジテレビ）
- ココリコA級伝説→いきなり!黄金伝説（テレビ朝日）
- 堂本剛の正直しんどい（テレビ朝日）
- 新堂本兄弟→KinKi Kidsのブンブブーン（フジテレビ）
- THE THREE THEATER→爆笑レッドシアター（フジテレビ）
- ピカルの定理（フジテレビ）
- 1年1組 平成教育学院（フジテレビ）
- スフィアクラブ（日本テレビ） - 脚本・演出
- ココリコミラクルタイプ（フジテレビ）
- 歌スタ!!（日本テレビ）
- 明石家マンション物語（フジテレビ）
- SMAP×SMAP（関西テレビ・フジテレビ）
- 森田一義アワー 笑っていいとも!（フジテレビ）
- 退屈貴族（フジテレビ）
- 極楽とんぼのとび蹴りヴィーナス→とび蹴りゴッデス（テレビ朝日）
- オトナの!（TBS） - 出演
- サタデーナイトチャイルドマシーン（日本テレビ） - 脚本・監督
- 指原の乱（テレビ東京） - 構成・演出・出演
- トーキョーライブ24時（テレビ東京）
- となりのシムラ（NHK総合テレビ） - 脚本
- 福田雄一×StarS（井上芳雄・浦井健治・山崎育三郎）「トライベッカ」（WOWOWプライム）[41][42]- 脚本・演出
- 福田雄一×井上芳雄「グリーン&ブラックス」（WOWOWプライム）[43]
- LOVE LOVE あいしてる 16年ぶりの復活SP（フジテレビ）

### テレビドラマ

#### 脚本
- ギンザの恋（2002年、読売テレビ）
- 独身3!!（2003年10月 - 12月、テレビ朝日）
- ラスト・プレゼント（2005年、テレビ朝日） - コント部分
- ココリコミラクルタイプドラマスペシャル（2006年、フジテレビ）
- ですよねぇ。（2006年、TBS） - 初の連続ドラマ単独脚本
- 和田アキ子殺人事件（2007年、TBS）
- 1ポンドの福音（2008年1月 - 3月、日本テレビ）
- 帰ってくるのか!? 33分探偵（2009年3月、フジテレビ） - 兼原案
- 猿ロック（2009年7月 - 10月、読売テレビ）
- 東京DOGS（2009年10月 - 12月、フジテレビ）
- バーン・ノーティス 元スパイの逆襲（2009年 - 2014年、海外ドラマ） - 日本語吹替版脚色
- 同期（2011年2月20日、WOWOWドラマW）
- 私立探偵★真壁リュウ（2012年1月 - 2月、フジテレビワンツーネクスト）
- TOKUNOSHIMAエアポート（2012年10月 - 11月、フジテレビワンツーネクスト）
- コドモ警視（2013年1月 - 3月、MBS） - 兼監修
- 都市伝説の女(第2期)（2013年10月、テレビ朝日）
- 私の嫌いな探偵（2014年1月 - 3月、テレビ朝日）
- 星新一ミステリーSP「程度の問題」（2014年2月、フジテレビ）
- 恋の合宿免許っ!（2014年12月、フジテレビ）
- 時効警察はじめました 第2話（2019年10月、テレビ朝日）[44]

#### 脚本・演出
- いぬ会社（2007年、BSフジ）
- 33分探偵（2008年8月 - 9月、フジテレビ） - 兼原案
  - 帰ってこさせられた33分探偵（2009年3月 - 4月、フジテレビ） - 兼原案
- プロゴルファー花（2010年4月 - 6月、読売テレビ）
- 勇者ヨシヒコシリーズ（テレビ東京）
  - 勇者ヨシヒコと魔王の城（2011年7月 - 9月）
  - 勇者ヨシヒコと悪霊の鍵（2012年10月 - 12月）
  - 勇者ヨシヒコと導かれし七人（2016年10月 -12月）
- ミューズの鏡（2012年1月 - 6月、日本テレビ）
- コドモ警察（2012年4月 - 6月、MBS）
- メグたんって魔法つかえるの?（2012年7月 - 12月、日本テレビ）
- 天魔さんがゆく（2013年7月 - 9月、TBS）
- 裁判長っ!おなか空きました!（2013年10月 - 2014年3月、日本テレビ）[45]
- 新解釈・日本史（2014年4月 - 6月、MBS）[3]
- 「the TEAM NACS perfect show」〜なんでこんな時に〜（2014年6月、フジテレビNEXT） - 兼構成
- アオイホノオ（2014年7月 - 9月、テレビ東京）[46]
- ZIP!「新垣結衣×大泉洋による夫婦のショートストーリー」（2014年10月 - 11月、日本テレビ）[47][48]
- 私たちがプロポーズされないのには、101の理由があってだな（2014年11月 - 2015年2月、LaLa TV）
- ニーチェ先生（2016年1月 - 3月、Hulu・読売テレビ）[49]
- スーパーサラリーマン左江内氏（2017年1月 - 3月、日本テレビ）
- 今日から俺は!!（2018年、日本テレビ）
- 聖☆おにいさん（2019年、NHK総合）
- 親バカ青春白書（2020年、日本テレビ） - 脚本統括[50]
- 志村けんとドリフの大爆笑物語（2021年12月、フジテレビ）[51]

### ネットドラマ
- 宇宙の仕事（2016年9月、Amazonプライム・ビデオ） - 監督・脚本[52]
- 銀魂-ミツバ篇-（2017年7月、dTV） - 監督・脚本・エリザベスの声
  - 銀魂2 -世にも奇妙な銀魂ちゃん-（2018年8月、dTV） - 監督・脚本
- 聖☆おにいさん（2018年、ピッコマTV） - 監督・脚本
  - 聖☆おにいさん 第Ⅱ紀（2019年、ピッコマTV） - 監督・脚本
- 新解釈・三國志－異聞－（2020年、Hulu） - 脚本・監督[53]
- 赤ずきん、旅の途中で死体と出会う。（2023年9月14日、Netflix）[54]

### 映画

#### 脚本
- 逆境ナイン（2005年）
- ぼくたちと駐在さんの700日戦争（2008年）
- 非女子図鑑「死ねない女」（2009年）
- かずら（2010年）石川北二・塚本連平と共同
- 高校デビュー（2011年）
- 任侠野郎（2016年）
- だCOLOR?〜THE脱獄サバイバル（2016年） [55]

#### 脚本・監督
- 大洗にも星はふるなり（2009年） - 兼原作
- 劇場版 ミューズの鏡〜マイプリティドール〜（2012年）
- コドモ警察（2013年）[56]
- HK 変態仮面（2013年）
  - HK 変態仮面 アブノーマル・クライシス（2016年）
- 俺はまだ本気出してないだけ（2013年）[57]
- 薔薇色のブー子（2014年）[3]
- 女子ーズ（2014年）[58]
- 明烏（2015年）[59]
- 銀魂（2017年）[60]
  - 銀魂2 掟は破るためにこそある（2018年）[61]
- 斉木楠雄のΨ難（2017年）[62]
- 50回目のファーストキス（2018年）[63]
- ヲタクに恋は難しい（2020年）[64]
- 今日から俺は‼︎劇場版（2020年）
- 新解釈シリーズ
  - 新解釈・三國志（2020年）[65]
  - 新解釈・幕末伝（2025年12月予定）
- ブラックナイトパレード（2022年）[66]
- 聖☆おにいさん THE MOVIE～ホーリーメンVS悪魔軍団～（2024年）[67]
- アンダーニンジャ（2025年）[68]

#### 監修
- シャザム!（2019年）日本語吹き替え版・監修・演出[69]

### ショートムービー
- 出発×泡と羊（2015年） - back numberの楽曲「泡と羊」を福田のオリジナル舞台脚本『出発』改訂&映像化[70]

### CM
- 吉野家（2018年） - 監督[71]
- 遊☆戯☆王 DM×モンスト「俺のターン」篇（2019年） - 脚本・演出[72]

### テレビアニメ
- わいもくん きいろいかおしてババンバン（2009年10月 - 2011年5月、MUSIC ON! TV） - 脚本・構成

### DVD
- やっぱり猫が好き2002・2003・2004・2007（脚本）
- THE3名様シリーズ（脚本・監督）
- 極楽とんぼのテレビ不適合者 上巻（出演）
- U-1グランプリCASE 01『取調室』（脚本・演出（マギーと共同））
- U-1グランプリCASE 02『厨房』（脚本・演出（マギーと共同））
- U-1グランプリCASE 03『職員室』（脚本・演出（マギーと共同））
- 大洗にも星はふるなり これって全力すぎてスピンオフじゃねえじゃんスペシャル（脚本・監督）
- 地球征服アパート物語（脚本・監督）

### 楽曲提供
- Kis-My-Ft2「モテたいぜ トゥナイト」（2013年） - 作詞

## 雑誌連載
- 『週刊現代』講談社 / エッセイ「妻の目を盗んでテレビかよ」
- 『STAGE SQUARE』vol.1 - 日之出出版 / コラム「こんな内容ならツイッターに書けよ!だけどツイッターって字数に制限あるでしょ?だからここに書かせてよスペシャル」
- 『プラスアクト』ワニブックス / コラム「福田唯一の俺に質問くださいっっ！」